# Intercession
Une intercession est une démarche faite à quelqu'un, un esprit, une divinité, un saint ou Dieu, en faveur de soi, d'un autre ou d'une cause, pour qu'il ou elle intervienne. 

## Intercession religieuse

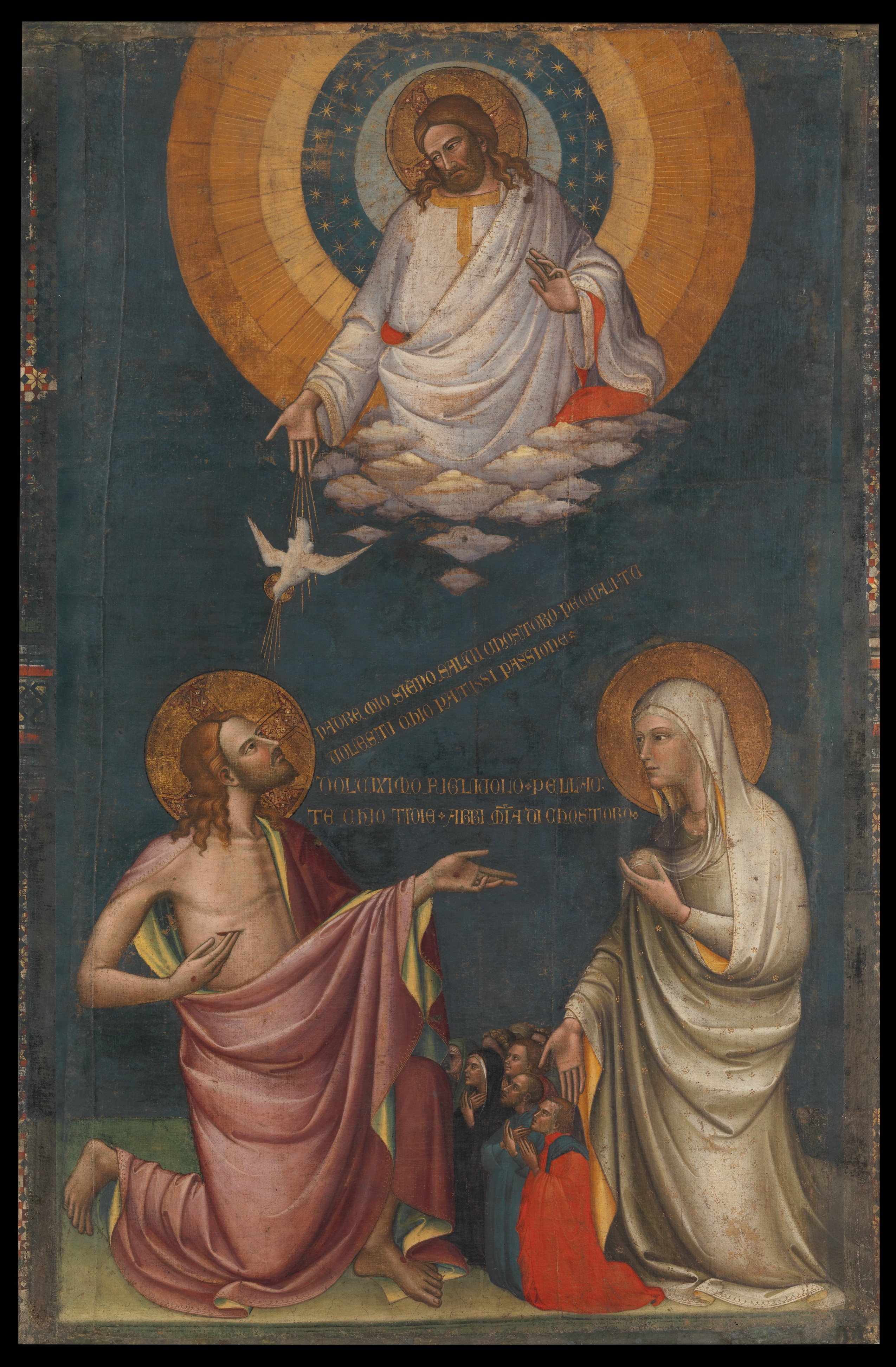
LIntercession du Christ et de la Vierge par Lorenzo Monaco, XIV.

### Le christianisme
Dans la tradition catholique, la prière d'intercession consiste en une demande de faveur, de pardon ou de résolution. Elle ne connaît pas de frontière, s'ouvre à la communion des saints, et s'étend jusqu'aux ennemis, selon le catéchisme de l'Église catholique.  Selon l'apôtre Paul de Tarse, « l’Esprit Saint lui-même « intercède pour nous [...] et son intercession pour les saints correspond aux vues de Dieu » (Rm 8, 26-27) », le terme « saint » signifiant « chrétien » dans le contexte paulinien.
L'épiclèse (invocation sur, appel sur) est l'intercession par laquelle le prêtre supplie le Père d'envoyer l'Esprit Sanctificateur pour que les offrandes deviennent le Corps et le Sang du Christ et qu'en les recevant les fidèles deviennent eux-mêmes une vivante offrande à Dieu favorisant la résurrection de leur propre corps. 
Dans certaines branches du christianisme comme le catholicisme et l'orthodoxie, les fidèles demandent régulièrement aux saints reconnus, c'est-à-dire canonisés par l'Église, de prier Dieu pour eux. La prière de la Vierge à Dieu, souvent représentée dans les icônes de la tradition byzantine, porte le nom de déisis.

### L'islam
L'intercession constitue en islam également une notion importante. Elle porte des significations diverses d'après les différentes écoles doctrinales. Dans le chiisme et dans le soufisme cette notion et les pratiques liées à elle sont plus élaborées. Dans la langue arabe, deux termes, Tawassoul et Shafâ'a, ont eu comme traduction le terme "intercession".

### Les religions traditionnelles africaines
L'intercession des esprits des ancêtres, qui agissent sur le monde des vivants, est également une composante majeure des religions traditionnelles africaines.

## Intercession en informatique
Il s'agit de la capacité d'un langage de programmation à pouvoir modifier son état interne pour s'adapter à son environnement d'exécution. Voir réflexivité.